# Pagurus bouvieri
Pagurus bouvieri is een tienpotigensoort uit de familie van de Paguridae. De wetenschappelijke naam van de soort is voor het eerst geldig gepubliceerd in 1895 door Faxon.